# Giles Paxman
(Timothy) Giles Paxman CMG LVO (Gosport, Reino Unido, 15 de noviembre de 1951-8 de marzo de 2025) fue un funcionario y diplomático británico. Fue embajador del Reino Unido en España (2009-2013).
Ha desempeñado el cargo de embajador en México, y previamente ocupó otros puestos diplomáticos en Francia, Italia, y Bélgica.

## Biografía
Se educó en el Malvern College antes de pasar al New College de Oxford. Ingresó en el ministerio de Medio Ambiente en el año de su creación en 1974. Tras su traslado al Servicio Diplomático pasó la mayor parte de su carrera trabajando en Asuntos Europeos.
Era hermano menor del periodista Jeremy Paxman.